# Komedie
Komedie neboli veselohra je literární nebo dramatický útvar, který většinou skončí šťastně, ale nemusí tomu tak být vždycky. Opakem komedie je tragédie.
Od komedie se očekává humorný nadhled nad lidskými slabostmi a lidskou nedostatečností. Humor spolu s vkusnou komikou jsou zpravidla základními aspekty tohoto útvaru. Problémy hrdiny se podaří nakonec vyřešit a vše se v dobré obrátí.
Komedie pochází z dávné hostiny, po které se pořádal průvod a zpívaly se posměšné a jiné písně. Slovo komedie pochází z řeckého kōmōidós = „komediální herec“, původně „pěvec při Dionýsových slavnostech“.

## Název
Název spojuje Aristotelés s kómos, průvod spjatý s Dionýsovým kultem (malé dionýsie). Mezi její prvky patří komické scénky ze života (v kostýmech: vycpaná břicha a zadnice, přivázaný kožený fallos, tj. předimenzovaný mužský úd), sborové písně, agón (tj. zápas, např. jara se zimou),[zdroj?] tance ve zvířecích maskách.

## Vznik
Ve starověkém Řecku byla považovaná za nižší formu než tragédie a skládala se z řady výstupů spojených pouze postavou šprýmaře, bez dějové, časové a místní souvislosti. Dějovou souvislost začala získávat již v Řecku, ale plně se prosadila až v Římě. Komedie vznikla v Athénách (tzv. attická komedie) a ta má tři fáze:

### Stará komedie
Je politická, úzce spjata s životem obce. Hlavním znakem je kritika nedostatků v politickém životě, předmětem kritiky se stávají i přírodní filozofové, sofisté, autoři tragédií, dithyrambů, moderní hudby. Vedle sólistů (i ženské role hrají muži) vystupuje sbor, někdy maskovaný za zvířata, lodě, oblaka, spojenecká města. Prostředí je někdy fantastické. Kompozice je hodně volná. Známe na 40 jmen autorů, nejznámější jsou Eupolis, Kratínos, Ferekratés a Aristofanés.

### Střední komedie
Sbor má menší význam, jeho vystoupení (písně, tanec) vyplňují přestávky; písně (embolima) nesouvisejí s dějem. Se změnou politických systémů se zmenšuje útočnost, ztrácí se adresná kritika, přibývají směšné typy (parasit, kuchař, hetéra). Mizí obscénnost. Známe na 50 jmen autorů, známější jsou Antifanés, Anaxandridés a Alexis.

### Nová komedie
Úplně mizí spojení s Dionýsovým kultem a fantastičnost, převládají typy a náměty ze všedního života středních vrstev. Časté typy: lakomý a přísný otec, hádavá manželka, zamilovaný lehkomyslný syn, mazaný otrok, příživník, vychloubavý voják, hetéra. Hlavními motivy jsou láska s překážkami, peníze, odložení dítěte (anagnórisis). Ze 70 autorů, jejichž jména známe, jsou nejznámější Filémón, Dífilos a Menandros.

## Citát
| „                | Veselohra je veselou teprve, snese-li a zmůže-li svrchovanou míru tragičnosti: proto musí oplývat životní moudrostí, rozumností, důmyslem, hbitou rozvahou, duchapřítomností, duševní čilostí, osvíceností. Veseloherník není veseloherníkem, nevidí-li do života hlouběji a pravdivěji nežli tragik. | “ |
| — Jindřich Vodák | |   |